# Éric Brunet
Pour les articles homonymes, voir Brunet.
Éric Brunet, né le 22 juillet 1964 à Chinon (Indre-et-Loire), est un journaliste de télévision et radio, polémiste, essayiste et chroniqueur français.

## Biographie

### Origines familiales et formation
Éric Brunet est né d’un père ingénieur à EDF et d’une mère comptable.
Il entre à l'école publique de journalisme de Tours et en sort diplômé en 1985. Il fait son stage d'entreprise au quotidien nantais Presse-Océan. Il enchaîne avec l'Institut français de presse de l'université Panthéon-Assas, dont il sort avec un DEA de sociologie de l'information. Il a aussi une maîtrise de sciences politiques à la faculté d'Assas.[citation nécessaire]

### Carrière
Eric Brunet débute dans l'animation en 1987, à FR3 Bretagne, où il est présentateur du journal télévisé. Il a notamment travaillé pour l'émission Thalassa. Il quitte ensuite le service public, pour participer à l'aventure de La Cinq comme reporter pendant cinq ans (1988-1992). Après la disparition de la chaîne, il est de retour sur France 3 et présente Littoral jusqu'en 1995 un magazine d'ethnologie marine.
En 1999, il participe à la création de Téléparis, aux côtés de Stéphane Simon et de Thierry Ardisson, et en est un des directeurs associés. Cette société de production fabrique près de 20 émissions pour France Télévisions, Canal+ ou Paris Première (93, faubourg Saint-Honoré, Paris Dernière, SLT…).
À partir du 8 novembre 2010, il anime une émission quotidienne, Carrément Brunet sur RMC. Il s'agit du premier show d'opinion en France dans lequel l'animateur prend parti d'emblée. Chaque jour, il affronte plusieurs contradicteurs issus du monde politique, syndical ou de la société civile. Un sondage en temps réel accompagne l’émission : chaque jour plusieurs milliers d’auditeurs de RMC votent pour ou contre Brunet sur rmc.fr dans une consultation appelée le « Brunetmétrie ». En 2016, l'émission est renommée Radio Brunet et est rallongée d'une heure.
Éric Brunet est aussi débatteur et éditorialiste sur BFM TV. En 2012, il présente un soir sur deux, Direct de droite. Il assure ce rendez-vous d'opinion en alternance avec le directeur de la rédaction du L'Obs Renaud Dély, qui, lui, présente Direct de gauche.
Durant la saison 2017-2018, il participe en tant qu'éditorialiste à l'émission d'Apolline de Malherbe Et en même temps sur BFM TV.
Durant la saison 2018-2019, il présente une nouvelle émission hebdomadaire sur BFM TV intitulée 19 h Vendredi Brunet.
Durant la saison 2019-2020, il coprésente avec Laurent Neumann un nouveau programme intitulé Brunet/Neumann, diffusé entre 19 h et 20 h 30 chaque vendredi sur BFM TV et entre 12 h et 14 h, du lundi au vendredi, sur RMC.
À partir du 24 août 2020, Eric Brunet rejoint la chaine d'information LCI. Il présente alors du lundi au vendredi l'émission de débat d'actualité Brunet Direct entre 10 h et midi. Le vendredi à 20 h, il présente, sur la même chaîne, Brunet et les Agitateurs, émission dans laquelle il arbitre un débat sur l'actualité de la semaine.
La même année, il intègre la grille de RTL avec une nouvelle émission dominicale intitulée Où va la France?, titre clin d'œil à un ouvrage de Léon Trotski. Sur cette même station, il assure chaque semaine un éditorial intitulé La semaine politique d'Eric Brunet.
Sur les saisons 2021-2023, Éric Brunet présente sur RTL, entre 19 h 15 et 20 h, une quotidienne : On refait le monde.
Depuis 28 août 2023, il reprend, du lundi au jeudi, les commandes de l'émission phare de la tranche 12h-14h de RTL Les auditeurs ont la parole  lancée en 1981 par Anne-Marie Peysson ; puis animée par des journalistes comme Jean-Jacques Bourdin, Christophe Hondelatte, Jérôme Godefroy, Élizabeth Martichoux ou, avant lui, Pascal Praud.
Le 28 mai 2024, BFM TV annonce le retour d'Eric Brunet sur la chaîne à la rentrée 2024 après 4 ans chez LCI. Il y présente "Liberté, égalité, Brunet" du lundi au jeudi une émission sur la tranche 20/22h à partir du 26 août avec à ses côtés, la journaliste Alice Darfeuille. Avec cette nouvelle émission, Eric Brunet entend relancer "le débat à la française".
Après quelques semaines et l'arrivée de Fabien Namias à la direction de la chaine, l'émission est renommée "20h00 Brunet". Dans une interview au Parisien, le nouveau directeur déclare que ce changement de nom a été décidé pour plus de simplicité. Il ajoute dans cette interview : "Éric Brunet est aussi, j’en suis convaincu, l’homme de la situation. C’est l’un des meilleurs de sa génération."
Le 6 janvier 2025, à la suite d'une réorganisation des grilles de la chaîne, la nouvelle direction annonce qu'Éric Brunet ne présentera plus son émission et qu'il quitte BFMTV.
Le 14 mai 2025, Le Parisien annonce son débarquement de RTL, il paye ainsi la baisse d'audience de la station, en particulier l'après-midi. Le lendemain, LCI annonce son retour sur la chaine pour animer les après-midi de son antenne dans le but de "se rapprocher des téléspectateurs" selon la chaine,.

### Autres fonctions
Il dirige l'EURL Premier réflexe (production de films institutionnels et publicitaires), créée en 2007.
Durant les cinq années de mandat de François Hollande, il est éditorialiste libéral au magazine Valeurs actuelles, « où il affiche ses opinions franchement réactionnaires face à des auditeurs souvent acquis à sa cause » selon le quotidien ancré à gauche Libération. Il arrête son éditorial intitulé "Liberté chérie" en 2017.
Le 13 décembre 2021, on le voit jouer un rôle en tant qu'acteur dans le téléfilm Noël à tous les étages sur TF1, où il interprète son propre rôle.

## Controverses

### Affaire DSK et CSA
En 2011, au moment de l’affaire Dominique Strauss-Kahn, Eric Brunet décide de lire en direct chaque jour une lettre de soutien à Nafissatou Diallo sur RMC. Cette prise de position pour défense de la jeune femme immigrée qui accuse Dominique Strauss-Kahn de viol vaut à l'animateur un blâme du CSA qui lui reproche de ne pas avoir "respecté la présomption d'innocence du politicien".

### Carte de presse
En 2012 une enquête de Rue89 indique que sa carte de presse « n'aurait pas été renouvelée depuis 2001 », et qu'il « n'aurait probablement pas pu garder sa carte très longtemps », soulignant que, « pour en bénéficier, il n’est pas nécessaire d’être journaliste à plein temps, mais il faut en tirer plus de 50 % de ses revenus » et qu'il n'est pas autorisé d'« exercer comme second métier celui d’attaché de presse ou de responsable des relations publiques ». Cette affirmation est fausse puisqu'Eric Brunet est toujours détenteur de sa carte en 2025.

### Critique d'Acrimed
L'association Acrimed (positionnée à la gauche) a publié plusieurs articles sur Éric Brunet, qualifiant notamment son émission Carrément Brunet sur RMC d'émission de « propagande ».

### Traitement de Brigitte Macron
En mai 2017, dans l'émission Salut les Terriens !, alors qu'il compare Emmanuel Macron à Napoléon Bonaparte, il déclare, avec la volonté de faire de l'humour : « il y a beaucoup de points communs, bon, ils sont gérontophiles tous les deux ». Sur le plateau, Izïa Higelin, Laurent Baffie, Sophie Davant et Thierry Ardisson réprouvent cette remarque de façon plus ou moins explicite, et seul Sébastien Chenu prend la défense d'Éric Brunet. Sa réflexion déclenche aussi de nombreuses réactions sur les réseaux sociaux, l'accusant de misogynie,. Brunet reconnaît plus tard sur Twitter qu'il a été « méchant pas drôle et franchement inélégant » et s'excuse envers Brigitte Macron.

### Traitement des électeurs de Mélenchon
Le 30 août 2017, sur le plateau de BFM TV, il qualifie d'« abrutis » les 19 % d'électeurs de Jean-Luc Mélenchon du premier tour de l'élection présidentielle de 2017,. Cette qualification venait en écho à celle de Jean-Luc Mélenchon qui, quelque temps plus tôt, avait lui-même qualifié un journaliste "d'abruti", de "crétin" et de "vermine",.

## Orientation politique
Éditorialiste et polémiste, Éric Brunet se définit comme libéral, admirateur de Valéry Giscard d'Estaing et « plutôt comme un "mec de droite" »,, mais il refuse tout militantisme sinon celui de l'antiracisme.
Il appelle à participer à la première grande manifestation du mouvement des Gilets jaunes, qui a lieu le 17 novembre 2018, ce qu'il justifie en affirmant  que « la  France est le pays le plus taxé au monde ». Selon l'historien Gérard Noiriel, il aurait donné « l'impulsion décisive » en faveur de cette manifestation, et son soutien explicite au mouvement « explique pourquoi, au départ, toutes les mouvances de la gauche l'ont vu d'un mauvais œil ». Il se désolidarise des Gilets jaunes en invoquant les exactions commises lors de la manifestation du 1er décembre.
A propos du droit de grève dans les transports, l'association Acrimed relève cette citation d'Éric Brunet: "Il faut garantir le droit de grève, voilà, c’est un principe démocratique auquel il ne faut surtout pas toucher, bien évidemment, mais en même temps, il faut garantir le droit fondamental de circuler pour ceux qui souhaitent circuler. Je pense d’abord à ceux qui en ont vraiment besoin pour l’utilité publique et pour l’intérêt général, je pense aux infirmières, aux médecins, […]. Une grève, ça ne signifie pas le blocage !" .

## Parcours professionnel

### Radio
- 2010-2016 : animateur de la quotidienne Carrément Brunet sur RMC.
- 2014-2019 : débatteur en face de Laurent Neumann dans Bourdin Direct sur RMC.
- 2016-2019 : animateur de la quotidienne Radio Brunet sur RMC.
- 2019-2020 : co-animateur de la quotidienne Brunet Neumann sur RMC.
- 2020-2021 : animateur de l'émission hebdomadaire, le dimanche Où va la France?[41] sur RTL.
- 2021-2023 : animateur de la quotidienne On refait le monde sur RTL.
- 2023-2025 : animateur de la quotidienne Les auditeurs ont la parole sur RTL.

### Télévision
- 1994-2011 : présentateur sur France 3 Paris-Ile de France.
- 2012-2020 : animateur sur BFMTV
- 2020-2024 & depuis 2025 : animateur sur LCI
- 2024 : animateur sur BFMTV[42]

## Publications
- Enquête chez les S.M. : Six mois chez les sadomasos, Albin Michel, 1996  (ISBN 2226087044)
- Bêtise administrative, Albin Michel, 1998  (ISBN 222609976X)
- 60 millions de cobayes, Albin Michel, 1999  (ISBN 2226108025)
- Être de droite : un tabou français, Albin Michel, 2006  (ISBN 2226170839)
- Être riche : un tabou français, Albin Michel, 2007  (ISBN 2226175121)
- Dans la tête d'un réac, Éditions Nil, 2010  (ISBN 978-2841114566)
- Pourquoi Sarko va gagner, Albin Michel, 2012  (ISBN 978-2226238658). Publié avant l'élection présidentielle française de 2012
- Sauve qui peut !, Albin Michel, 2013  (ISBN 978-2-7096-4768-7) (expatriation fiscale)
- Un monstre à la française, J.C. Lattès, 2015  (ISBN 978-2-7096-4768-7). Roman consacré à Joseph Darnand[43]
- L'obsession gaulliste, Albin Michel, 2016  (ISBN 978-2-2263-2500-6)

## Distinctions

### Décoration
- Chevalier de la Légion d'honneur[44]

Sur proposition du député UMP de l'Oise Édouard Courtial, Éric Brunet est fait chevalier de la Légion d'honneur en 2012, au titre du ministère de la Culture. Cette décoration est critiquée par le magazine de gauche, le Nouvel Observateur alors que des plumes du périodique, comme Jean Daniel  ou Jacques Julliard, ont pu être décorées.

### Récompense
Éric Brunet est le lauréat du prix Roland-Dorgelès 2017, prix récompensant le rayonnement de la langue française à la radio.